# Ariosoma major
Ariosoma major är en fiskart som först beskrevs av Asano, 1958.  Ariosoma major ingår i släktet Ariosoma och familjen havsålar. Inga underarter finns listade i Catalogue of Life.